# Staude
En staude er en flerårig urteagtig plante. Udtrykket bruges oftest om dyrkede planter. En staudes overjordiske dele visner som regel bort under kulde- eller tørkeperioder, mens de underjordiske dele overlever. Det har givet stauderne den videnskabelige betegnelse hemikryptofytter.
I visse tilfælde overlever de overjordiske dele (blade og skud) alligevel både kulde og tørke, og planten kaldes da for stedsegrøn. De fleste planter vi kender som stedsegrønne er buske og træer, ofte nålebærende, men der findes også en hel del stedsegrønne flerårige urter. Under varmere himmelstrøg er stedsegrønne stauder ganske almindelige. De er meget efterspurgte som bunddækkeplanter i have- og parkanlæg.
Artikler kategoriseret som enten flerårige urter og haveplanter.